# Stomatostemma pendulina
Stomatostemma pendulina är en oleanderväxtart som beskrevs av H.J.T. Venter och D.V. Field. Stomatostemma pendulina ingår i släktet Stomatostemma och familjen oleanderväxter. Inga underarter finns listade i Catalogue of Life.